# Willem Baudartius

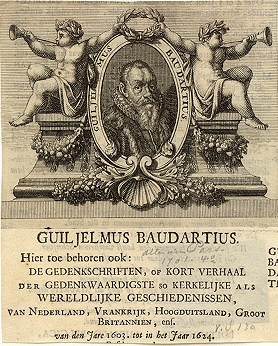

Willem Baudaert of  Baudartius (Deinze, 13 februari 1565 - Zutphen, 15 december 1640) was een Nederlands theoloog.
Willem Baudartius werd als Willem Baudart geboren te Deinze in Vlaanderen uit protestantse ouders, die bij de komst van Alva de Nederlanden ontvluchtten en naar Sandwich in Engeland vertrokken. 
Baudartius, een fervent contra-remonstrant, werd om zijn grote kennis van het Hebreeuws gevraagd mee te werken aan de Statenvertaling.
Hij studeerde in Canterbury, Gent, Leiden, Franeker en Heidelberg en werd predikant te Kampen (1593), Lisse (1596) en Zutphen.
Baudartius schreef onder andere een verzameling spreuken (Apophthegmata Christiana, ofte gedenckweerdige, leerzame en aerdige spreucken... 1605, 1620) en een pamflet tegen het Twaalfjarig Bestand (Morghen-Wecker der vrye Nederlantsche provintien 1610).
In 1611 kwam zijn Polemographia Auraico Belgica op de markt.
Hierin werden de gebeurtenissen beschreven en getoond uit de beginjaren van de Tachtigjarige Oorlog. Het werd uitgegeven door Michael Colinius te Amsterdam. De gravures zijn grotendeels verkleinde kopieën van werk door Frans Hogenberg.
Dit werk bracht hij later uit in het Nederlands onder de titel Afbeeldinghe, ende beschrijvinghe van alle de veld-slagen, belegeringen en ghevallen in de Nederlanden, geduerende d'oorloghe teghens den coningh van Spaengien (1559-1614); Amsterdam, 1615.
In de loop der jaren werd dit werk meerdere malen uitgegeven. Er zijn zelfs versies met ingekleurde gravures.

## Trivia
- In Zutphen is een christelijke middelbare school naar hem genoemd: het Baudartius College.

## Afbeeldingen uit de Polemographia Auraico Belgica

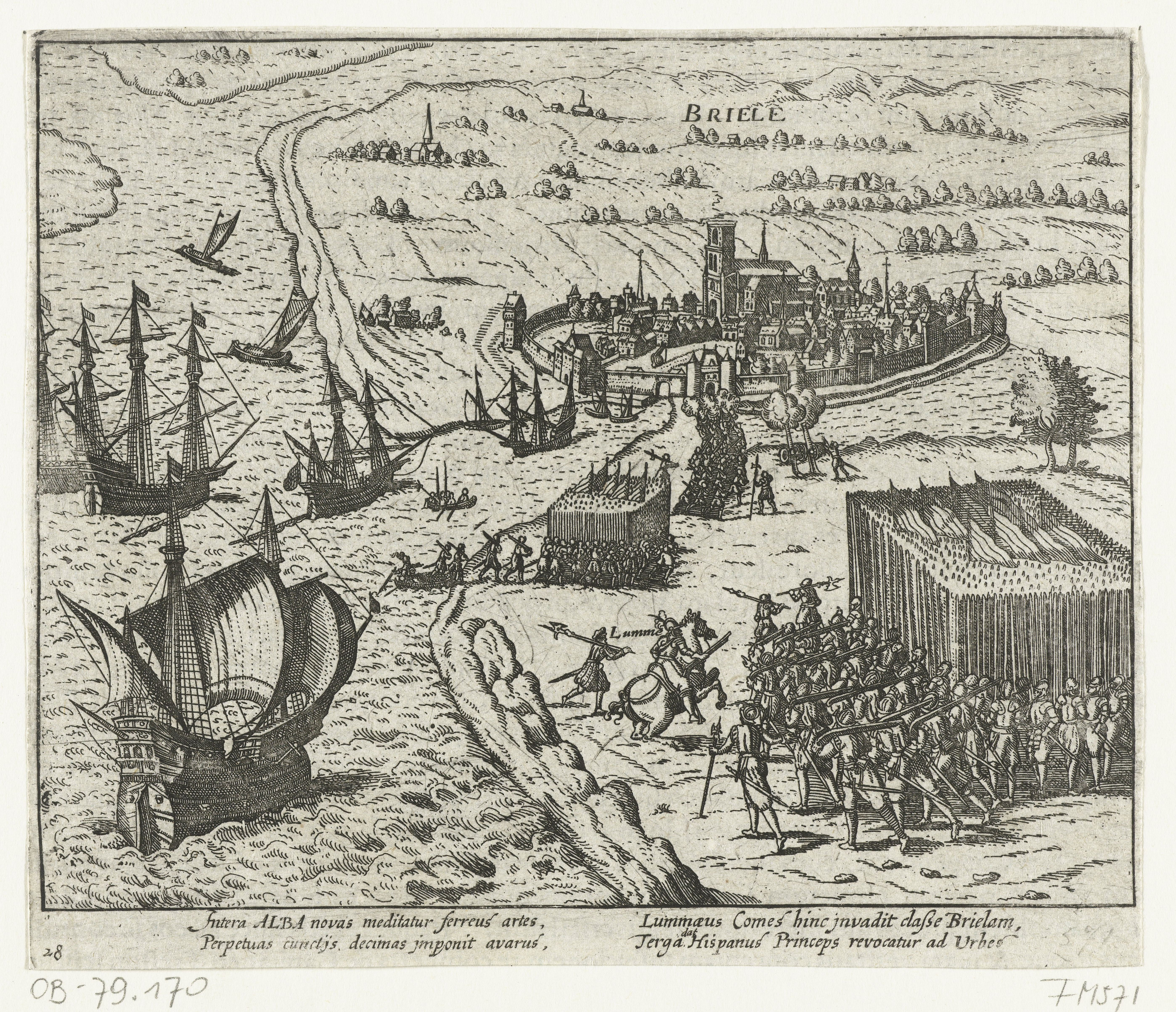
Inname van Den Briel 1572
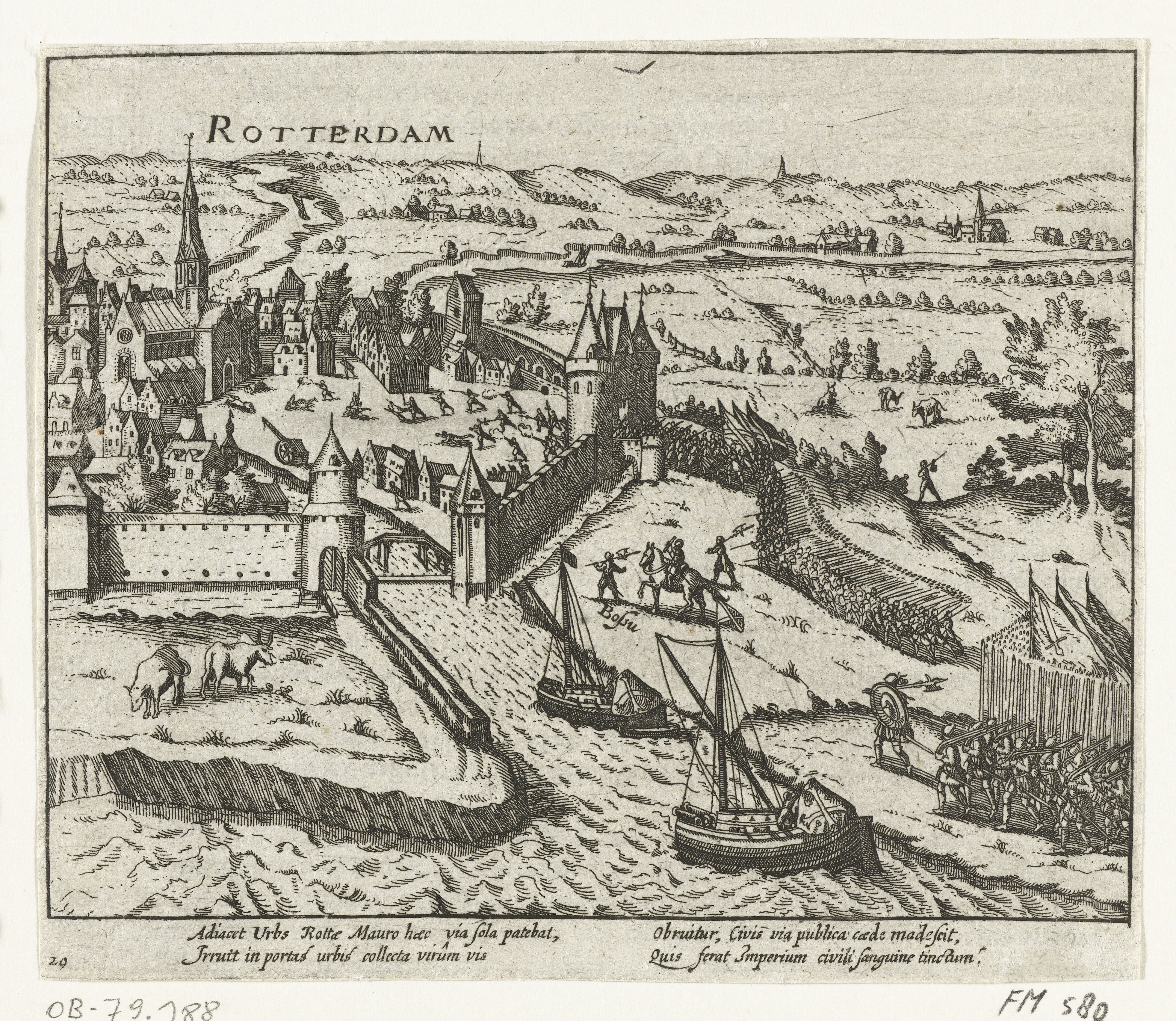
Rotterdam 1572
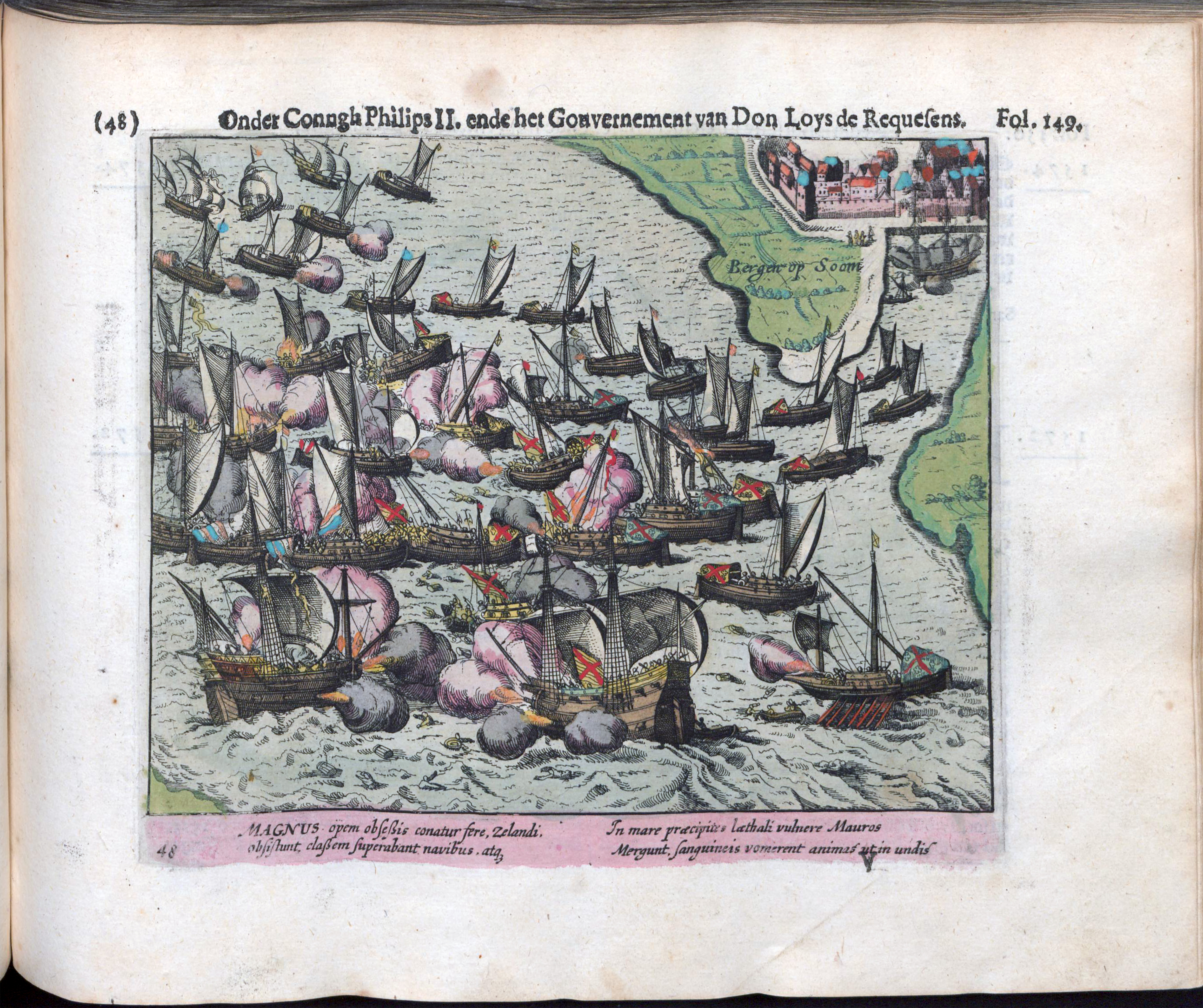
Zeeslag bij Bergen op Zoom 1574
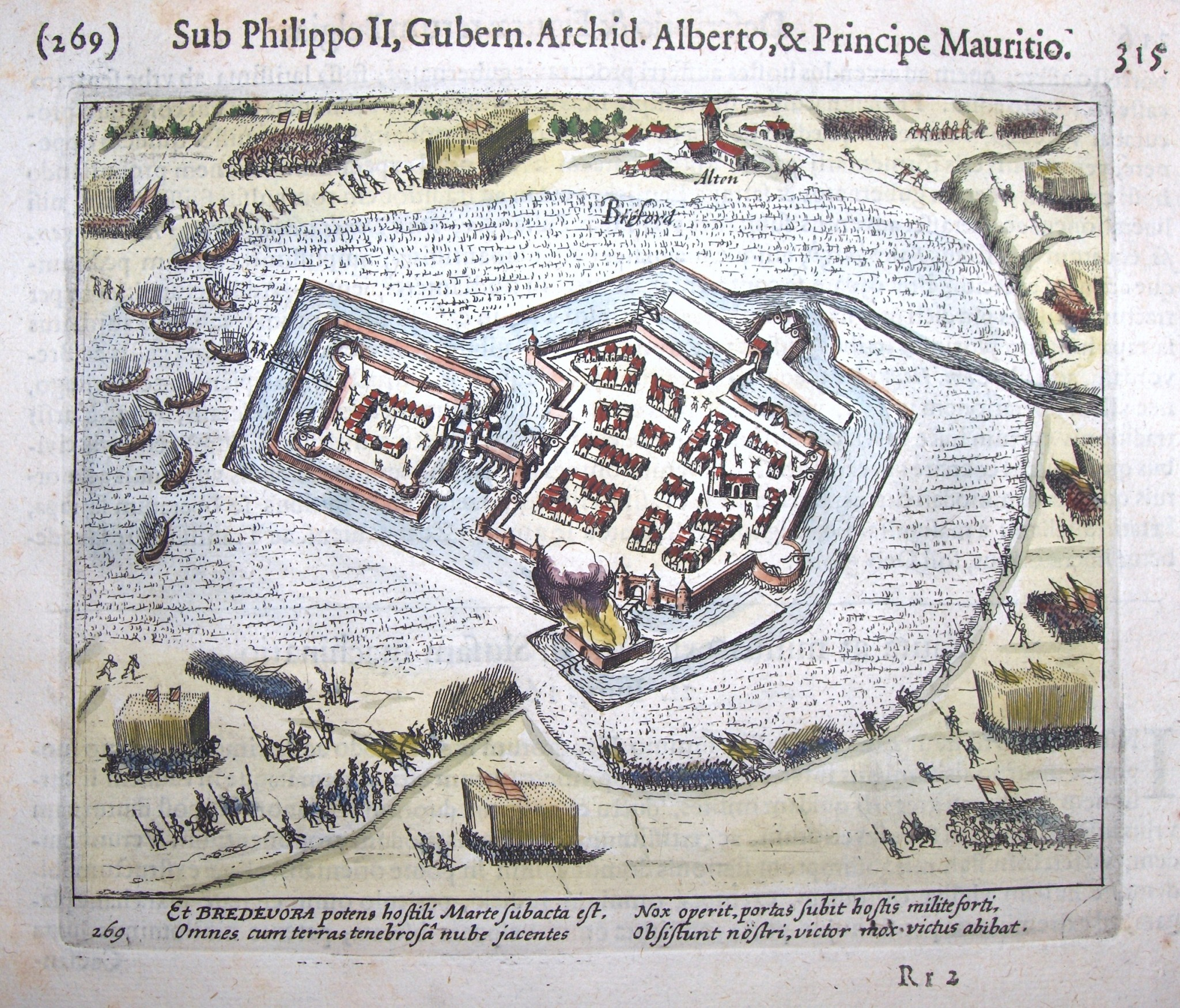
Bredevoort 1606

- Biografisch Portaal: 75356580
- Digitale Bibliotheek voor de Nederlandse Letteren: baud002
- Gemeinsame Normdatei: 100026990
- International Standard Name Identifier: 0000 0001 1947 4714
- Library of Congress Control Number: nr93013508
- Nederlandse Thesaurus van Auteursnamen: 069923752
- LIBRIS: 343767
- Système universitaire de documentation: 24396725X
- Virtual International Authority File: 22013240
- WorldCat: E39PBJwmQjdYrq69qWc6YMM3wC